# معركة قرابوة
معركة قرابوة أو معركة قرابو (بالتركية الحديثة: Krbava Muharebesi، وبالكرواتية: Bitka na Krbavskom polju، وبالمجرية: Korbávmezei csata) هي معركة فاصلة نشبت في ساحة قرابوة بمنطقة ليكا في كرواتيا في 9 سبتمبر 1493 (27 ذو القعدة 898 هـ) بين الجيش العثماني ـ التي كان سلطانها آنذاك هو بايزيد الثاني ـ وجيش مملكة كرواتيا، التي كانت آنذاك متحدة اتحادًا شخصيًا مع مملكة المجر.

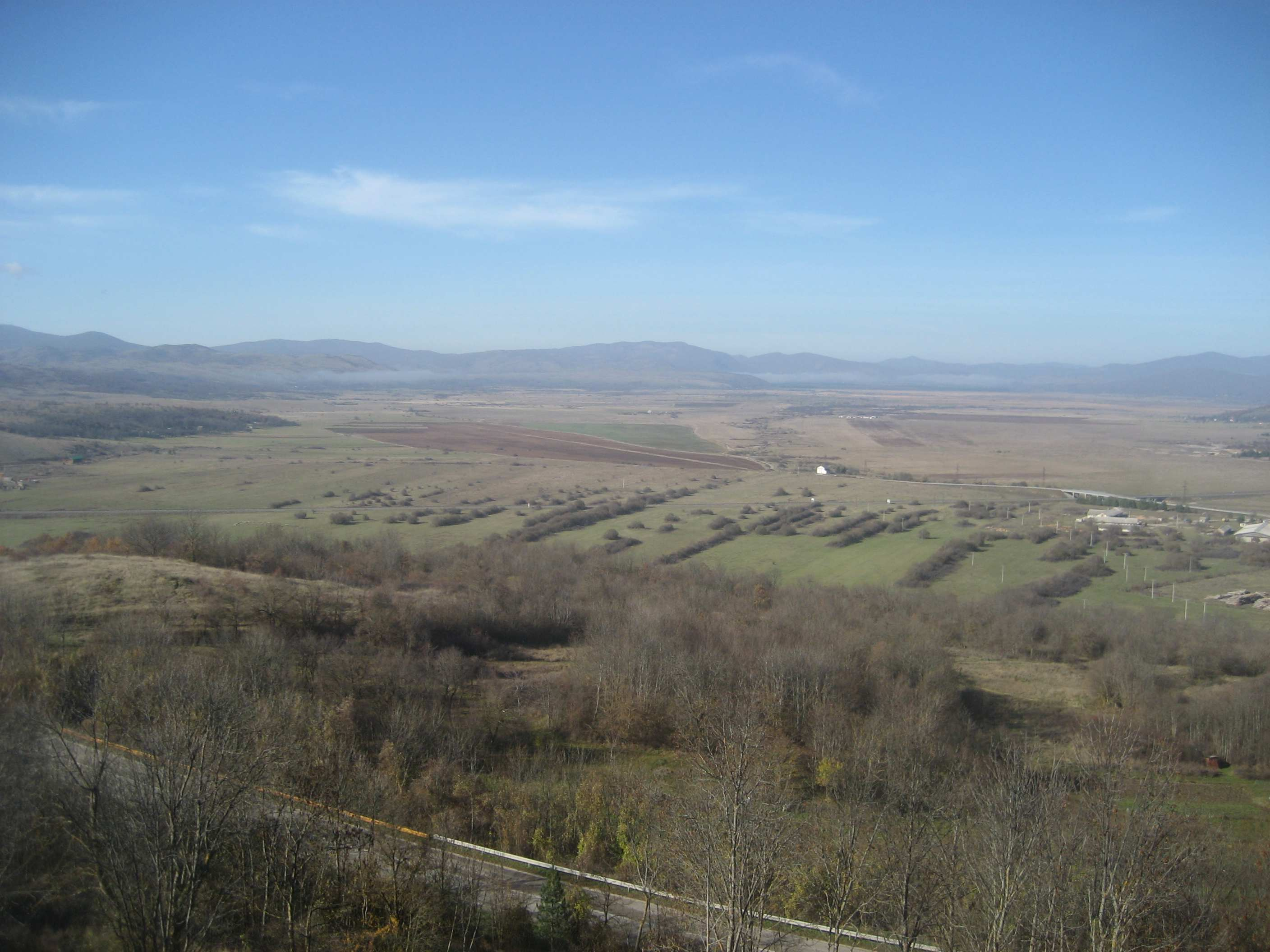
ساحة قرابوة، حيث نشبت المعركة

قاد الجيش العثماني في المعركة يعقوب باشا الخادم، حاكم سنجق البوسنة، بينما كان الجيش الكرواتي تحت قيادة ميركو ديرينتشين، حاكم كرواتيا تحت تاج الملك فلاديسلاف الثاني. وكان العثمانيون قد شنوا ـ في صيف 1493 ـ غارة في الأراضي الكرواتية اجتاحوا فيها أراضي كارنيولا وستيريا، وكان النزاع آنذاك مشتعلًا في كرواتيا بين آل فرانكوبان وحاكم كرواتيا، غير أن أنباء الاجتياح العثماني دفعت المتخاصمين إلى التهادن لمواجهة الخطر المشترك، فجمع النبلاء الكروات جيشًا ضخمًا اعترض القوات العثمانية التي كانت في طريق العودة إلى سنجق البوسنة. غير أن سوء التكتيك الحربي وتفوق الفرسان العثمانيين أدى إلى هزمة ساحقة للجيش الكرواتي. لم تسفر المعركة عن ضم العثمانيين لأي أراضٍ جديدة، غير أن العقود التالية شهدت مزيدًا من التوسع العثماني في جنوب كرواتيا.